# بیت یافع (یمن)
 بیت یافع  روستای کوجکی در (حمیة الداخلیة)، در مخلاف بن السّیاغ، از توابع استان مأرب در کشور یمن در شبه جزیره عربستان است. 
جمعیت آن ۱۳۶ نفر (۹ خانوار) می‌باشد.